# Kettenbrückengasse (métro de Vienne)
La station Kettenbrückengasse (en allemand : U-Bahn-Station Kettenbrückengasse) est une station de la ligne U4 du métro de Vienne en Autriche.
Cette station, dont le pavillon de style Art nouveau a été conçu par l'architecte Otto Wagner pour la Wiental-Donaukanal Stadtbahn, est située le long de la rivière Vienne, entre la  Kettenbrückengasse, la Rechte Wienzeilleet la Linke Wienzeille, au sud-ouest du centre-ville, dans le cinquième arrondissement de la ville de Vienne, dénommé Margareten.

## Situation sur le réseau

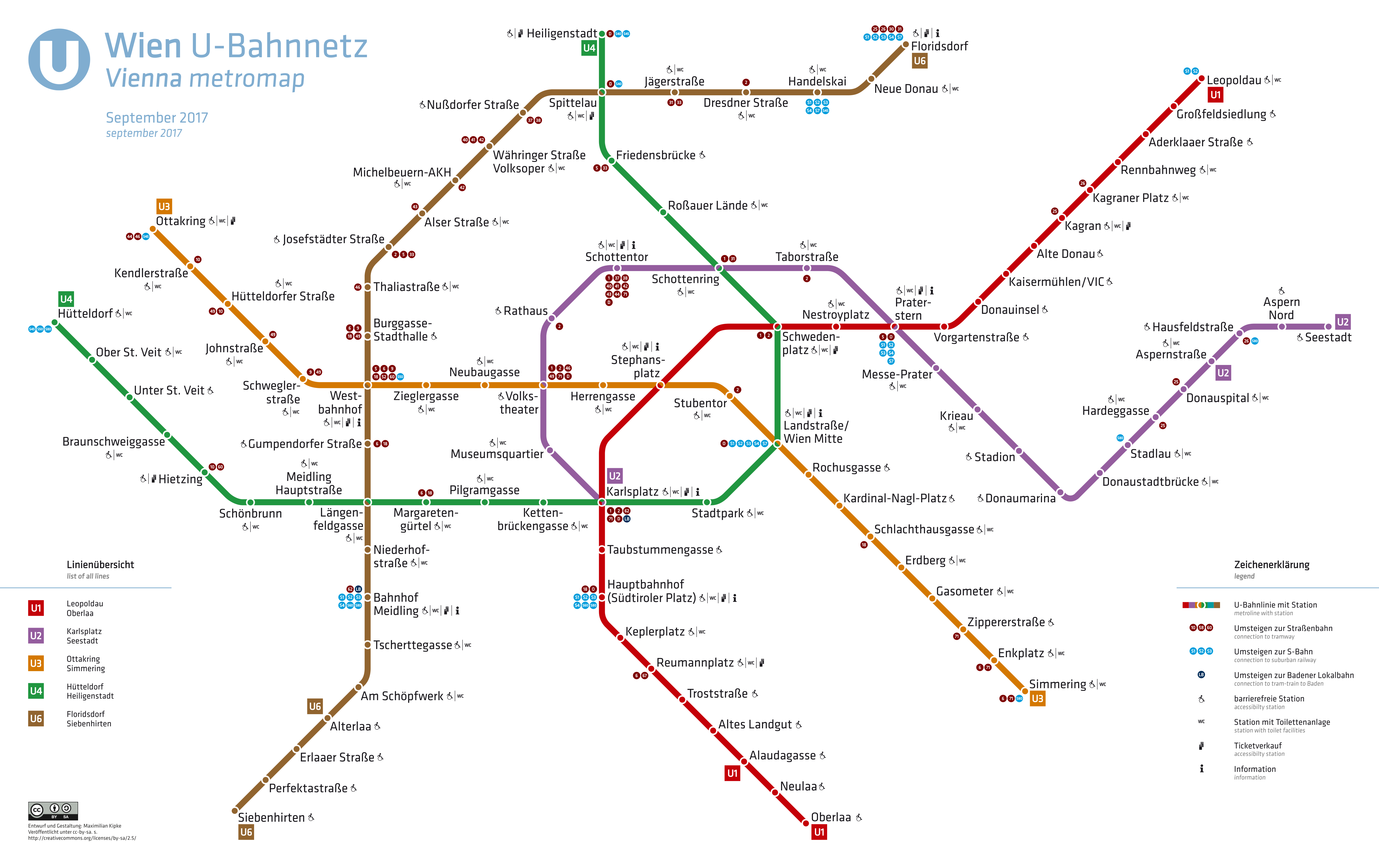
Plan du métro (2017).

Kettenbrückengasse est une station de la ligne U4 du métro de Vienne, située entre la station Pilgramgasse, en direction du terminus sud-ouest Hütteldorf, et la station Karlsplatz, en direction du terminus nord Heiligenstadt.
Elle dispose de deux quais latéraux encadrant les deux voies de la ligne.

## Historique

### Gare de la Wiental-Donaukanal Stadtbahn

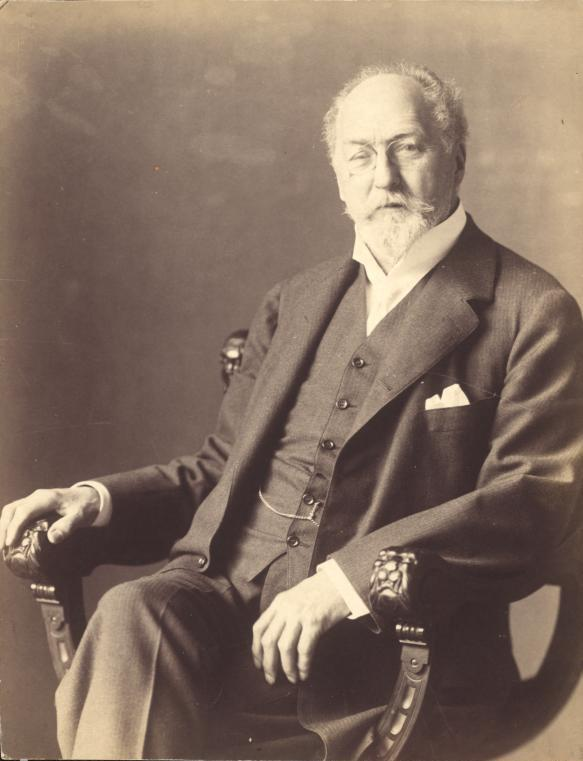
Otto Wagner.

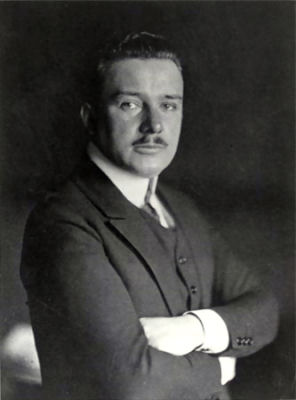
Josef Maria Olbrich, l'assistant de Wagner.

Le Reichsrat (Conseil d'Empire) décide en 1892 de construire la Stadtbahn de Vienne. « Ce projet concrétise une offensive politique populiste contre la Ringstrasse, car il est destiné à ébranler la suprématie du cenre-ville bourgeois en accordant plus d'attention aux banlieues ouvrières ».
Après avoir emporté le concours d'architecture qui portait sur les stations, les ponts, les viaducs et les tranchées à ciel ouvert, Otto Wagner (1841-1918) devient l'architecte en chef et le planificateur général de ce chemin de fer métropolitain léger en grande partie aérien qui caractérise encore aujourd'hui le paysage urbain viennois et correspond maintenant aux lignes U4 et U6 du métro,.  
Otto Wagner assure de 1894 à 1901 la construction des 36 stations de la Stadtbahn avec Josef Maria Olbrich comme assistant et Albert Gatnar comme ingénieur en chef,,,. Partisan d'une modernisation radicale, Otto Wagner tourne le dos à l'historicisme et au  « fratras stylistique du Ring » et, en accord avec la devise de la Sécession viennoise (« À chaque siècle son art, à l'art sa liberté »), il adopte le style Art nouveau ou Jugendstil, mais d'une manière moins exubérante que Hector Guimard pour ses stations du métro de Paris,. 
Une des deux lignes de tramways à vapeur construites par Wagner et Olbrich est la Wiental-Donaukanal Stadtbahn (la WD Stadtbahn, précurseur de la ligne U4), qui part de Hütteldorf et suit la vallée de la Vienne (la Wiental) pour longer ensuite le canal du Danube (Donaukanal) vers le nord,.
La première section de la WD Stadtbahn à être construite est la portion entre la gare de Hütteldorf (à l'ouest) et la gare de Meidling Hauptstraße, ouverte le 1er juin 1898. L'ouverture du deuxième tronçon entre Meidling Hauptstraße et la gare Landstraße / Wien Mitte (à l'angle nord-est du centre-ville) a lieu le 30 juin 1899.
La station Kettenbrückengasse, achevée en  novembre 1896, entre donc en service le 30 juin 1899 puisqu'elle fait partie du second tronçon de la Wiental-Donaukanal Stadtbahn.

### Station de la Wiener Elektrische Stadtbahn
La Stadtbahn, qui fonctionnait avec des tramways à vapeur, est fermée le 8 décembre 1918 en raison de la pénurie endémique de charbon après la Première Guerre mondiale,.
Sa gestion, qui  était assurée auparavant par les chemins de fer fédéraux autrichiens, est reprise en 1923-1925 par la Ville de Vienne et son électrification devient l'un des premiers grands chantiers de la municipalité désormais social-démocrate de Vienne : la Ville électrifie la Stadtbahn dans le cadre de la Wiener Elektrische Stadtbahn, et ses lignes ouvrent à nouveau en octobre 1925,.

### Station de la ligne U4 du métro
En 1968, le conseil municipal décide de construire le réseau du métro de Vienne, qui intègre l'ancienne ligne Wiental-Donaukanal sous le label U4.
La ligne est progressivement transformée en métro durant les années 1970 : le premier tronçon de la ligne U4, de Heiligenstadt (au nord) au Friedensbrücke, est ouvert en 1976 et cinq autres tronçons suivent, jusqu'à rejoindre Hütteldorf (à l'ouest) le 20 décembre 1981. 
Le 26 octobre 1980, la ligne U4 est prolongée de Karlsplatz à Meidling-Hauptstraße, connectant Kettenbrückengasse au métro.

## Services aux voyageurs

### Desserte
La station est desservie par la ligne U4 (Heiligenstadt-Hütteldorf).

### Intermodalité

Installations et desserte
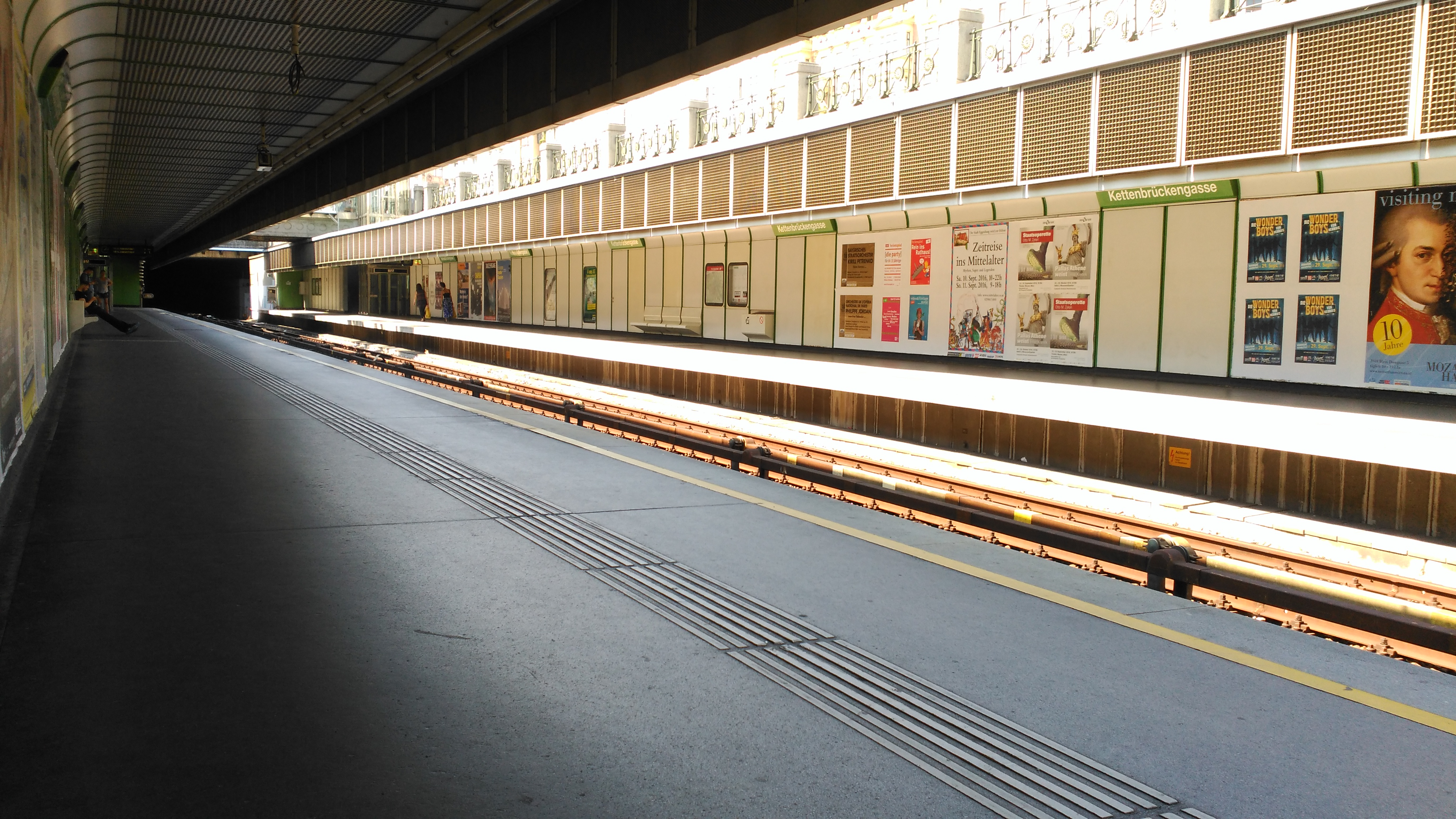
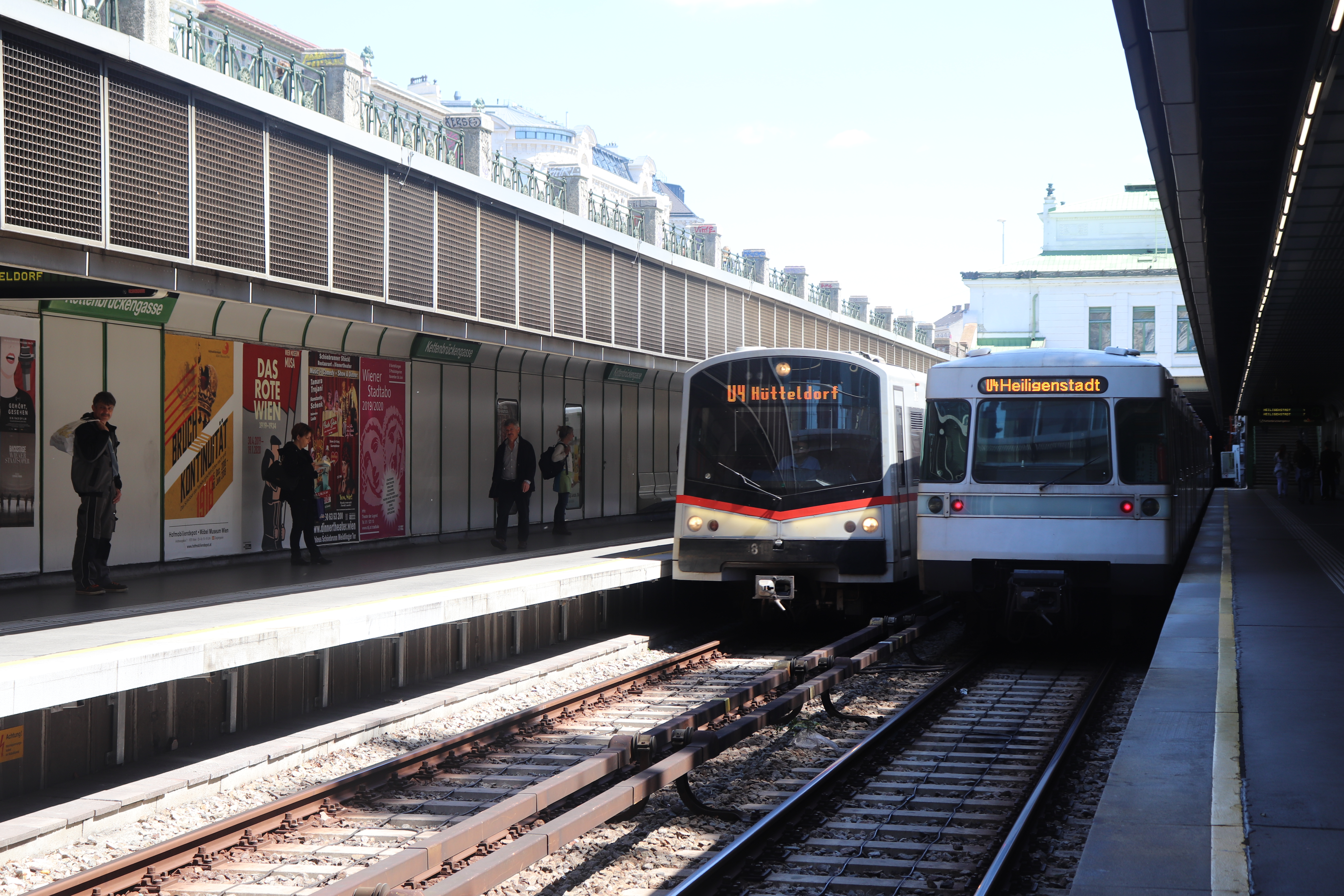

## Patrimoine ferroviaire

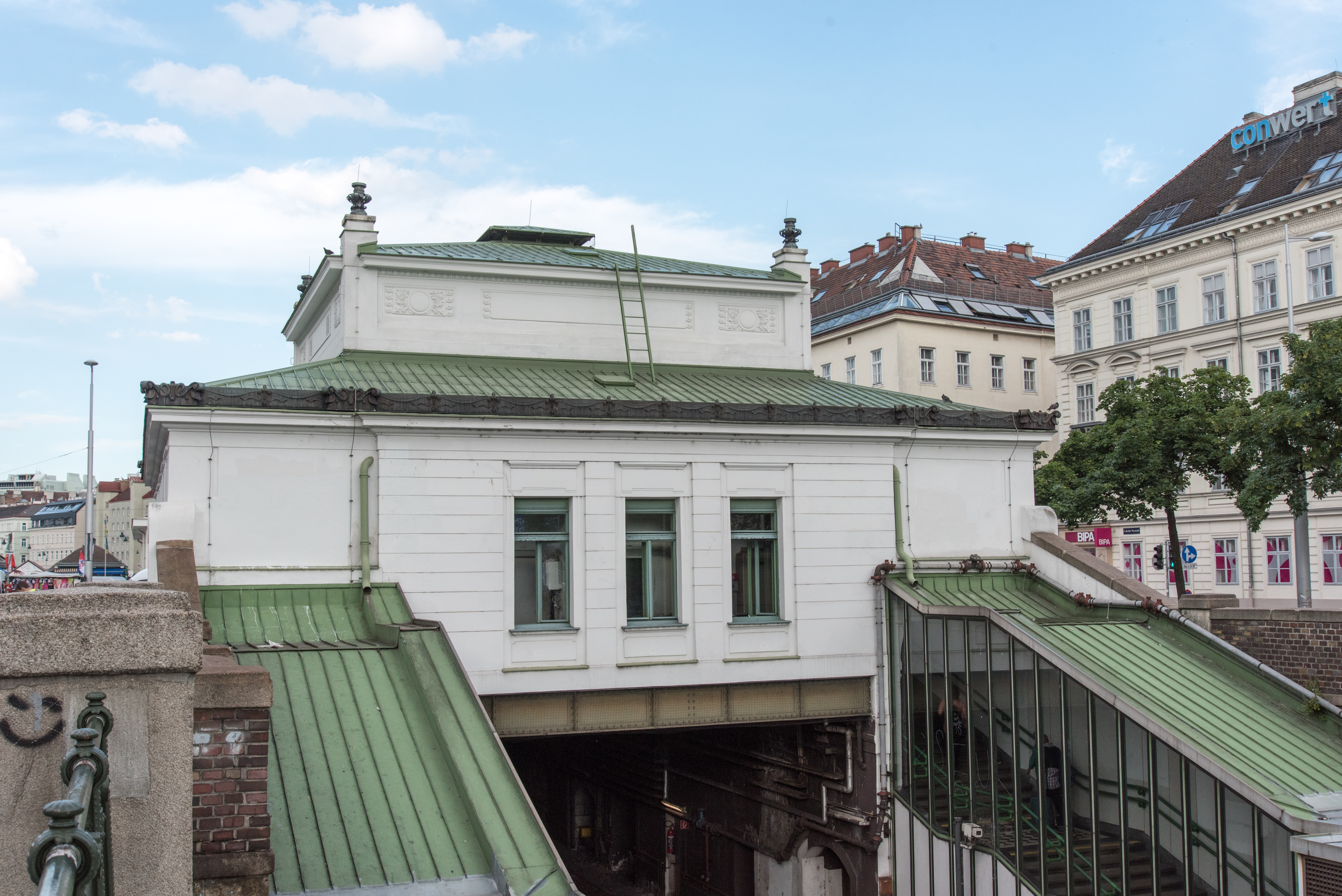
Le pavillon vu de l'arrière.

Le pavillon de la station Kettenbrückengasse présente un modèle fréquemment utilisé par Wagner sur la ligne de la Wiental-Donaukanal Stadtbahn, nettement plus sobre que la station Karlsplatz, identique aux stations Stadtpark et Pilgramgasse et un peu plus sophistiqué que les stations Margaretengürtel, Schönbrunn et Ober St. Veit, où l'auvent est non orné et porté par de simples colonnettes.
Il est composé de deux ailes latérales enduites et peintes en blanc sur soubassement de pierre calcaire, affichant de chaque côté le nom de la station dans un grand cartouche rectangulaire orné de feuillages aux angles supérieurs. Surmontées chacune d'une frise verte aux motifs végétaux typiques de l'Art nouveau terminée par un acrotère, ces ailes latérales encadrent une large entrée percée de trois étroites portes doubles séparées par des pilastres et surmontées d'un registre composé de panneaux de bois orné chacun d'un cartouche à crossettes, puis d'un double registre de fenêtres. 
L'entrée est surmontée d'un auvent en fer forgé en forte saillie peint en couleur vert pomme, une caractéristique commune à toutes les stations de la Stadtbahn réalisées par Otto Wagner. Cet auvent est porté par deux hautes colonnes en fer forgé ajouré s'élançant d'un socle de pierre calcaire discrètement relié aux soubassements latéraux. Ornées à leur sommet d'une couronne de laurier, ces colonnes portent par de fins corbeaux en fer forgé l'auvent vert sous lequel s'abrite une frise de feuilles de laurier, de roses et de rubans. Au-dessus de l'auvent, orné de palmettes, on aperçoit le corps central de la station, de forme carrée, orné sur chaque face d'un entablement en maçonnerie composé d'une architrave ornée d'un large cartouche aveugle flanqué de deux petits cartouches sculptés, d'une frise de perles et d'une petite corniche. Ce corps central est marqué à chaque angle d'une cheminée.
À l'intérieur, la couleur blanche des murs présente un élégant contraste avec les baies à huisserie verte et les rampes d'escalier.

Architecture du pavillon
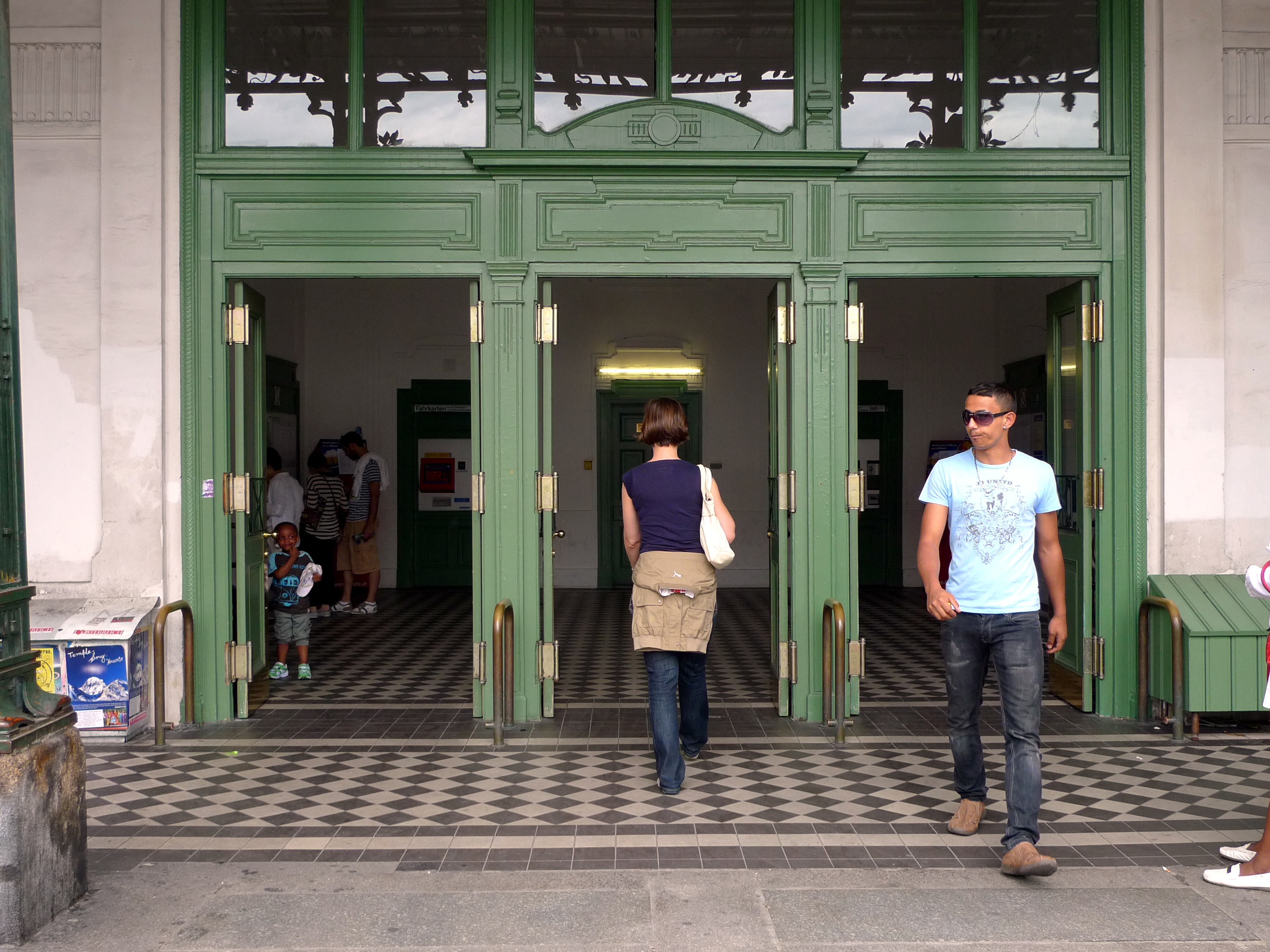
L'entrée du pavillon.
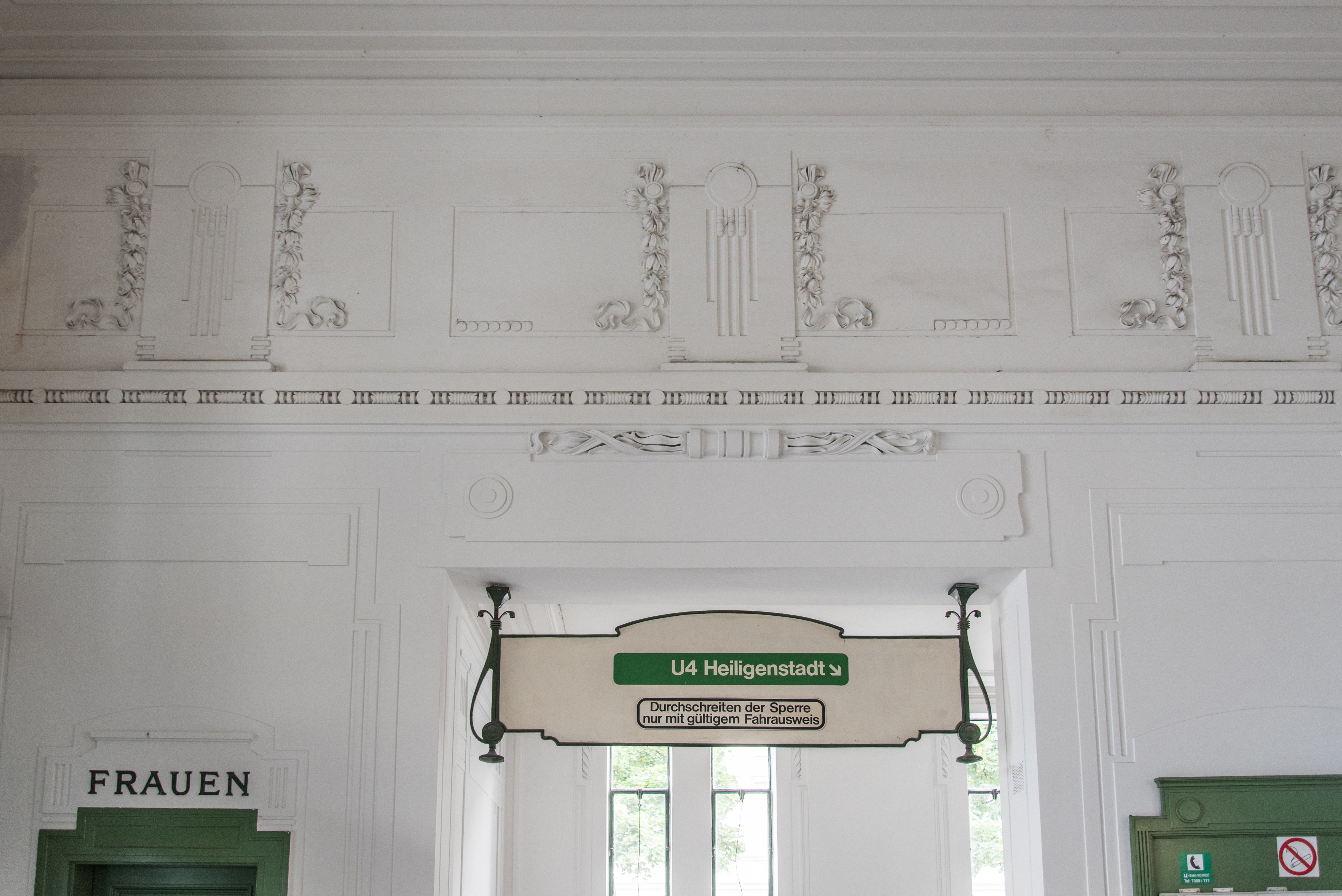
Ornements de la salle.
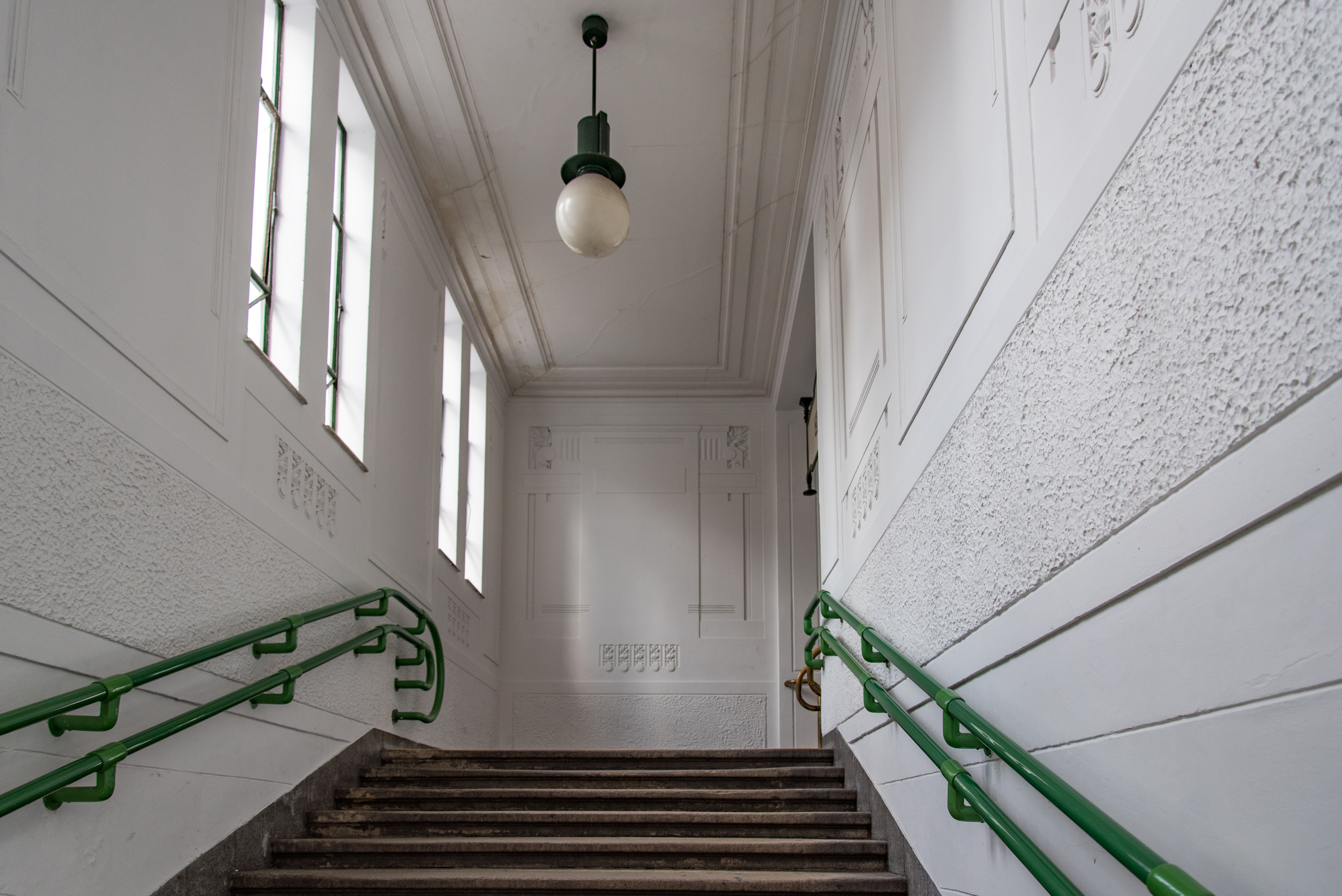
Escaliers.
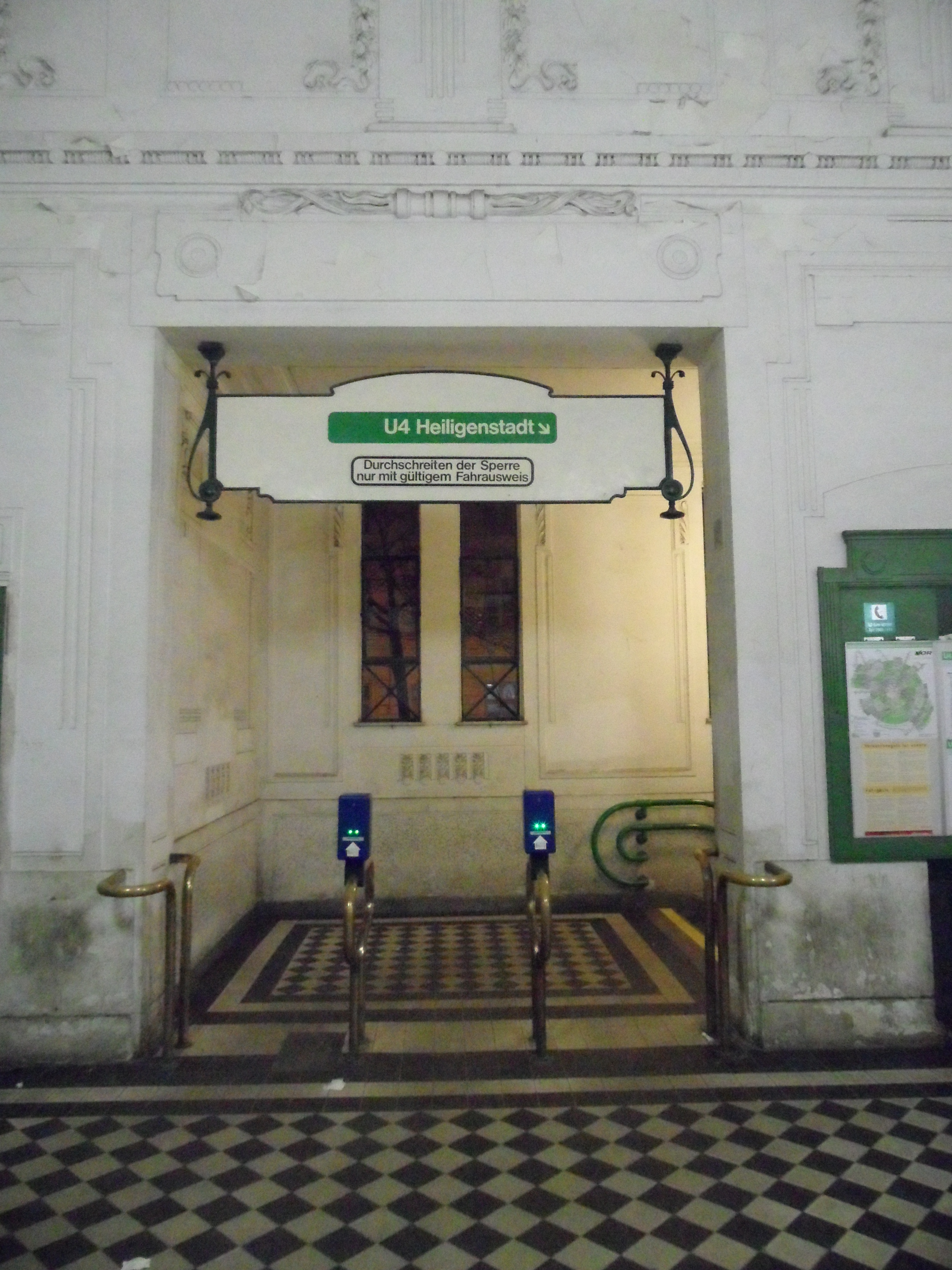
L'accès au quai en direction de Heiligenstadt.

## À proximité
- Rivière Vienne